# Torgölen (Yxnerums socken, Östergötland)
Torgölen är en sjö i Åtvidabergs kommun i Östergötland och ingår i Söderköpingsåns huvudavrinningsområde. Sjön har en area på 0,0676 kvadratkilometer och ligger 82,4 meter över havet.

## Delavrinningsområde
Torgölen ingår i det delavrinningsområde (646423-151928) som SMHI kallar för Utloppet av Borken. Medelhöjden är 81 meter över havet och ytan är 22,21 kvadratkilometer. Räknas de 7 avrinningsområdena uppströms in blir den ackumulerade arean 115,15 kvadratkilometer. Avrinningsområdets utflöde Söderköpingsån (Gusumsån) mynnar i havet. Avrinningsområdet består mestadels av skog (62 procent) och jordbruk (10 procent). Avrinningsområdet har 4,55 kvadratkilometer vattenytor vilket ger det en sjöprocent på 20,5 procent.